# Hôtel du Garde-Meuble (Versailles)
Cet article concerne le bâtiment de Versailles. Pour l'hôtel de la place de la Concorde, voir Hôtel de la Marine.
L’hôtel du Garde-Meuble est un hôtel particulier situé aux numéros 9 et 11, rue des Réservoirs dans le quartier Notre-Dame à Versailles, dans les Yvelines, en France.
Il fut construit entre 1780 et 1783 pour abriter le garde-meuble du château de Versailles et les appartements de l'Intendant-général du Garde-Meuble de la Couronne. Il servit de préfecture de Seine-et-Oise de 1800 à 1867.

## Historique
Sous Louis XVI se trouvait à cet emplacement quatre puisards qui communiquaient par des aqueducs avec l'étang de Clagny situé en bas de la rue des Réservoirs. Quatre pompes couvertes remontaient alors l'eau de ces puisards vers trois réservoirs situés plus hauts alimentant ainsi les bassins du parc en eau. Avec le nouveau système d'approvisionnement en eau, ces pompes devinrent inutiles et furent supprimées.
En 1774, le terrain fut donné par Monsieur, frère du roi Louis XVI à Thierry de Ville-D'Avray, commissaire-général de la Maison du Roi responsable du Garde-Meuble de la Couronne. Il offrit le terrain alors pour la construction d'un bâtiment pour abriter le Garde-Meuble. Celui-ci se trouvait alors hôtel de Conti, jugé trop éloigné du château et trop étroit. Les travaux commencèrent en 1780 et l'hôtel du Garde-Meuble fut achevé en 1783. Il présentait aussi l'avantage de pouvoir utiliser le couloir couvert reliant le château à l'hôtel de Pompadour, situé juste à côté.
En 1789, l'abbé Sieyes, élu député du Tiers état aux États généraux s'installa dans cet hôtel particulier.
Sous la Terreur, la majeure partie du contenu des châteaux de Versailles et de Trianon et de leurs dépendances fut dispersée dans des ventes publiques qui se déroulèrent sans interruption entre le 25 août 1793 et le 24 thermidor an II (11 août 1794), soit sur une durée de près d'un an.
Hormis quelques pièces très somptueuses, tel « le trône des Grands Appartements de Versailles » envoyé à Paris « au Garde-Meuble national », des milliers d'objets furent mises aux enchères à la criée ou bien « aux feux » lorsque l'estimation dépassait le montant de mille livres). En août 1793, presque la totalité du château de Versailles était vide. Les objets qui n’avaient pas trouvé d’acquéreur furent déposés au Garde-Meuble de Versailles, le 22 fructidor an II (8 septembre 1794).
Les premières réunions de la municipalité de Versailles s'y tinrent et en octobre 1800 la préfecture de Seine-et-Oise, trop à l'étroit dans l'hôtel des Grands-Veneurs (actuel palais de Justice) emménagea dans l'hôtel du Garde-Meuble. Elle y restera jusqu'en 1867 et la construction d'une nouvelle préfecture sur l'emplacement du chenil du Roi, conservant jusque dans les années 1960, une annexe dans l'hôtel du Garde-Meuble.
Une partie du bâtiment avec l'hôtel de la Pompadour mitoyen devint le Grand Hôtel des Réservoirs, proposant des petits et grands appartements meublés.
Après rénovation, le bâtiment abrite depuis juin 2014 des appartements haut de gamme.